# Altorelief

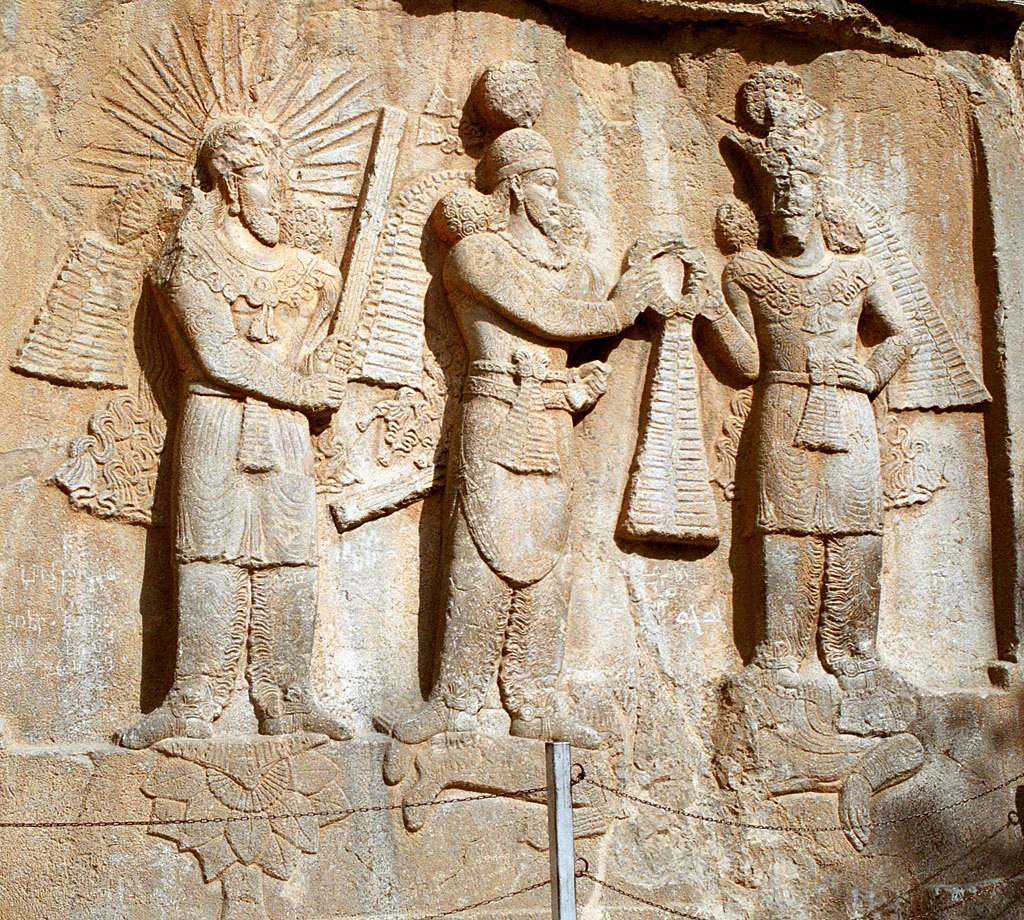
Altorelief sculptat în piatră

Altorelief (în italiană alto relievo, însemnând „relief înalt”) se numește o lucrare de sculptură, în relief față de suprafața de fundal de care ține sau pe care a fost aplicată. Prezintă ieșire în volum mare față de fundal, obținută prin adăugare aparentă sau reală de material.
Spre deosebire de basorelief, altorelieful scoate mai clar în evidență elementele caracteristice ale subiectelor. Altorelieful este caracteristic sculpturii arhitecturale și monumentale. Această ramură a sculpturii în relief s-a dezvoltat în mod deosebit în perioada antică a Greciei, tehnica fiind folosită și în perioada medievală, pentru a atinge apogeul în timpul perioadei renascentiste.

## Exemple
Un exemplu clasic îl repreintă altoreliefurile care decorează soclul Altarului lui Zeus din Pergamon (180 î.e.n.), expus în prezent la Pergamonmuseum (Muzeul Pergamon) din Berlin.
Un alt exemplu, de data aceasta de altorelief aplicat pe un fond, este altorelieful "Ion Creangă", turnat în bronz și fixat pe o placă de granit, instalat din 1982 pe fațada blocului principal al Universității pedagogice de stat "Ion Creangă" din Chișinău.